# Hugo Talavera
Hugo Ricardo Talavera llamado "el arquitecto", exfutbolista paraguayo nacido en Asunción el 31 de octubre de 1949. Jugaba de volante de creación. Fue figura y capitán del Club Olimpia y la selección Paraguaya, con quienes salió campeón de la Copa Libertadores, la Intercontinental y la Copa América en 1979, siendo uno de los jugador más galardonado a nivel mundial de aquel año.

## Biografía
Comenzó su carrera en el Club Cerro Porteño de Asunción. Inicialmente jugaba de 6 o de 8 porque el titular del equipo era Saturnino Arrúa, quien venía varios años usando la 10. Después del año 73 Arrúa se va a jugar a España y Talavera toma la camiseta del volante de creación y se afirma como líder del equipo, consiguiendo el tricampeonato el año 1974.
En el año 1977 pasó a integrar el plantel del club Olimpia. En dicho club se transformó en todo un referente, portando por varios años el brazalete de capitán del equipo olimpista en el brazo. Desde su ingreso al club, Talavera sumó seis campeonatos locales con Olimpia, a los se agregaron también los más altos logros internacionales: la Copa Libertadores 1979, la Copa Interamericana y la Copa Intercontinental. 
Ese año 1979, año de sus triunfos internacionales con Olimpia, Talavera fue nominado capitán de la selección paraguaya de fútbol, con quienes llegó, jugó y ganó la Copa América. Fue figura en el triunfo de su selección contra Brasil en semifinales, sin embargo, aquello no lo libró de ciertas dificultades. Al ser Hugo Talavera capitán del equipo tuvo que hacerse cargo de las demandas del vestuario frente a la asociación, situación que a la larga acarreó su marginación de las finales. El 25 de noviembre el presidente de la liga paraguaya de fútbol Nicolás Leoz, en rueda de prensa, aseguró que Talavera estaba descartado para el primer encuentro de la final por informe del departamento médico. Que supuestamente el jugador no iba a recuperarse de un desgarro, cuando la realidad es que él, en ese momento, ya se había recuperado dicha lesión. Pasados los conflictos, Talavera fue de vuelta nominado para el segundo partido de la final contra Chile el día 5 de diciembre. A la vuelta de dicho encuentro el conflicto entre jugadores y dirigencia volvió a explotar. Talavera otra vez jugó el rol de capitán y portavoz de sus compañeros, lo que le trajo la marginación definitiva y la imposibilidad en el último partido de los tres partidos de la final. Según los medios Talavera fue acusado de “cabecilla” por la cúpula dirigencial de la Liga y el día previo al viaje del seleccionado a Buenos Aires y ante la nueva negativa, el capitán abandonó la concentración y fue a entrenar en su club, Olimpia. Al término de la movilización, periodistas de todos los medios esperaban a Talavera, era la noticia del momento. El “10” se limitó a decir; “Hay cosas que tienen que saberse. Va a llegar el momento en que diré la verdad, aunque por ello tenga que dejar mi carrera futbolística”.
Posterior a estos sucesos Hugo Talavera no fue nominado a las eliminatorias para España 82, según se ha afirmado, por presiones desde el gobierno de Paraguay producto de su actividad sindical.
Talavera hizo la mayor parte de su carrera deportiva en Olimpia, solo tuvo breves etapas de ausencia, como el año en que fue transferido al exterior, específicamente al Newell’s de Argentina. Se retiró a fines de la década de los 80 siendo recordado como uno de los mejores jugadores de la historia del fútbol paraguayo y símbolo de los triunfos del año 1979 tanto a nivel de club como con su selección.